# Kolumbarij
Kolumbarij (latinski: columbarium – golubinjak) trijem je uz krematorij koji služi za smještaj urni (ollae) s pepelom spaljenih pokojnika. Za vrijeme Rimljana, tijekom antike, krematoriji su imali oblik golubinjaka. Kolumbarije su uglavnom gradila pogrebna društva ili bogate obitelji za svoje robove.

## Vanjske poveznice
- Columbarium, Encyclopædia Britannica
- Columbarium, New International Encyclopedia